# Еддард Старк
Еддард «Нед» Старк  — персонаж роману американського письменника-фантаста Джорджа Мартіна «Гра престолів», що входить в цикл «Пісня Льоду і Вогню». Головний герой книги «Гра престолів», також епізодично з'явився в книзі «Танець з драконами». У серіалі Еддард Старк є головним героєм першого сезону і другорядним персонажем шостого сезону телесеріалу «Гра престолів».

## Біографія

### До початку подій
З восьми років виховувався разом з Робертом Баратеоном у володінні Джона Арина — замку Орлине Гніздо. Приєднався до повстання проти Таргарієнів після страти його батька і старшого брата Брандона Старка за безпідставним звинуваченням і викрадення спадкоємцем трону його молодшої сестри Ліанни. Після загибелі старшого брата Брандона (зарученого з Кетлін Таллі), одружився з нею, що допомогло повсталим зберегти угоду з лордом Хостером Таллі. Підтримав претензії Роберта Баратеона на престол і повернувся в Вінтерфелл разом з Джоном Сноу, якого представив своїм позашлюбним сином. Брав участь у придушенні бунту Бейлона Грейджоя, після якого взяв в заручники його сина і спадкоємця Теона Грейджоя. П'ятнадцять років був лордом Вінтерфелла, не залишав Північ і не брав участі в житті півдня.

### Зовнішній вигляд
<…>…довге каштанове волосся… У підстриженій бороді миготіли сиві пасма, він виглядав старше своїх тридцяти п'яти років. Сірі очі лорда нині дивилися похмуро <…>.

### Гра престолів
Отримує звістку про смерть Правиці короля Джона Арина і про приїзд короля. Король Роберт Баратеон просить його зайняти пост Правиці, на що Еддард Старк погоджується і укладає заручини між сином короля Джоффрі Баратеоном і своєю дочкою Сансою Старк. Незабаром дізнається з листа Лізи Арин, що Джона Арина вбили і до його смерті причетні Ланністери, родичі королеви Серсі. Відправляється в Королівську Гавань, взявши з собою доньок Сансу і Арію.
У Королівській гавані приступає до справ і дізнається, що скарбниця розорена і має величезний борг. Під час розслідування смерті Арина, з'ясував, що той разом зі Станнісом Баратеоном шукали бастарда Роберта. Від брата Нічної Варти дізнається, що Кетлін викрадає Тиріона Ланністера. Під час зібрання з приводу рішення про вбивство Данерис Таргарієн, Нед виступає проти і йде у відставку. Еддард відвідує незаконнонароджену дочку Роберта — Баррі. Повертаючись звідти, потрапляє в засідку Джеймі Ланністера, який хоче помститися за Тиріона. В результаті Нед був важко поранений. Роберт просить Неда повернутися на службу. В результаті сварки дочок, де Санса сказала, що Джоффрі не схожий на батька, Нед розуміє чому Джона Арина зацікавили бастарди. Розуміє, що троє дітей короля насправді є плодом кровозмішення королеви Серсі і її брата Джеймі Ланністера. Еддард розповідає про це Серсі і дає час бігти разом з дітьми. За цей час королева організовує вбивство Роберта Баратеона і підкуповує міську варту.
Роберт призначає Еддарда лордом протектором поки його син не подорослішає. В наказі про це Нед змінює слова «мій син» на «мій спадкоємець». Ренлі Баратеон пропонує йому допомогу і взяти під варту дітей королеви, але той відмовився. Пітир Бейліш пропонує йому посадити на трон Джоффрі Баратеона і стати при ньому регентом. Нед вирішує допомогти стати наступним королем Станнісу Баратеону. Пітир Бейліш обіцяє йому забезпечити підтримку міської варти, але відразу після смерті короля зраджує його. Еддард заарештований за зраду. Йому запропонували помилування і заслання на Стіну в обмін на відмову від усіх звинувачень і претензій, на що він погоджується і публічно зрікається. Однак, на вимогу короля Джоффрі Баратеона, Еддард Старк був страчений за звинуваченням у державній зраді.

### Битва королів
Тиріон Ланністер наказує зняти голову Еддарда Старка і відправляє його кістки в Ріверран. Кетлін відправляє залишки чоловіка в Вінтерфелл, але конвой зникає на болотах Перешийка.

### Танок з драконами
Коли Бран вчиться бути древопровидцем, до нього приходить бачення минулого, в якому він дивиться очима серце-дерева на свого батька, який благає дружину пробачити його і дати можливість Джону і Роббу рости разом, як брати.

## Можливі прообрази
В образі Еддарда Старка, можливо, знайшли відображення епізоди біографій реальних історичних діячів. Зокрема, простежуються паралелі з біографіями Річарда Йорка і Симона де Монфора-молодшого. Обидва протистояли королівській владі з благородних спонукань, обидва були піддані опалі і вбиті (крім того, їх відрубані голови також виставлялися на огляд як докази їх загибелі).

## В екранізації
Роль Еддарда Старка в серіалі «Гра престолів» виконав актор Шон Бін.

#### Перший сезон
З'являвся в 1-9 серіях першого сезону. В 10-й серії 1-го сезону Шон Бін вказаний серед виконавців головних ролей у титрах, проте сам актор в цій серії не з'являється (хоча його образ все ж був використаний).
Попри те, що смерть Еддарда Старка є однією з ключових подій в книзі, рішення повторити цю сюжетну лінію в серіалі викликало негативну реакцію телевізійної спільноти США, де не заведено вбивати головного персонажа так швидко по ходу розповіді. Коли на пресконференції це питання поставили Шону Біну, він сухо запропонував глядачам надсилати скарги Джорджу Мартіну.
Згодом, як і в книгах циклу «Пісні льоду та полум'я», Еддард Старк неодноразово згадується.

#### Третій сезон
У 2-й серії 3-го сезону у видіннях Брана можна почути голос Еддарда Старка.

#### Четвертий сезон
У 2-й серії 4-го сезону з'являється у видіннях Брана (флешбек-сцени).

#### Шостий сезон
У 6-й серії 6-го сезону Бран Старк побачив у своїх видіннях страту свого батька через обезголовлювання.
У флешбек сценах 2-ї і 5-ї серій 6-го сезону роль Еддарда Старка в дитинстві (у віці 12 років) виконав актор Себастьян Крофт. У флешбек сценах 3-ї, 6-ї і 10-ї серій 6-го сезону роль Еддарда Старка в молодості (у віці 23 років) виконав актор Роберт Арамайо.
На початку 6 сезону Еддард з'являвся в 12-річному віці у видіннях Брана, разом з Ліанною, Бендженом, і Ходором в дитинстві, а також разом з молодими Нен і Родріком Касселем. Також Еддард з'являвся у 23-річному віці у видіннях Брана, коли сам Еддард у супроводі деяких своїх прапороносців вирушив рятувати свою сестру Ліанну, ув'язнену Реєгаром Таргарієном у Вежі Радості. У бою з Ертуром Дейном і Герольдом Хайтауером втратив майже всіх вояків зі свого загону і навіть був обеззброєний самим Дейном, однак був врятований пораненим Хоулендом Рідом і після бою пробрався всередину Вежі Радості. В 5 серії 6 сезону в баченні Брана Еддард у 12-річному віці попрощався зі своїм батьком Рікардом Старком і зі своїм молодшим братом Бендженом перед тим, як вирушити в Орлине Гніздо. В 6 серії 6 сезону Бран Старк побачив у видіннях минулого страту свого батька, а також свого батька в молодості, який запитував у Ертура Дейна про місцеперебування своєї сестри Ліанни. У 10 серії 6 сезону Бран у видінні побачив свого батька в молодості, на очах якого помирає Ліанна Старк — мати Джона Сноу.